# Định lý nhỏ Fermat
Định lý nhỏ của Fermat (hay định lý Fermat nhỏ - phân biệt với định lý Fermat lớn) khẳng định rằng nếu {\displaystyle p} là một số nguyên tố, thì với số nguyên {\displaystyle a} bất kỳ, {\displaystyle a^{p}-a} sẽ chia hết cho {\displaystyle p}. Bằng kí hiệu đồng dư ta có:
{\displaystyle a^{p}\equiv a{\pmod {p}}\,\!}
Ví dụ: với {\displaystyle a=3,\;p=5\implies 3^{5}-3=240\equiv 0{\pmod {5}}}.
Một cách phát biểu khác của định lý như sau: nếu {\displaystyle p} là số nguyên tố và {\displaystyle a} là số nguyên không chia hết cho {\displaystyle p}, thì {\displaystyle a^{p-1}-1} sẽ chia hết cho {\displaystyle p}. Nghĩa là:
{\displaystyle a^{p-1}\equiv 1{\pmod {p}}\,\!}
Ví dụ: với {\displaystyle a=4,p=5\implies 4^{5-1}-1=255\equiv 0{\pmod {5}}}
Cũng có một cách phát biểu khác là: Nếu {\displaystyle p} là một số nguyên tố và {\displaystyle a} là số nguyên không chia hết cho {\displaystyle p}, thì {\displaystyle a^{p-1}-1} chia hết cho {\displaystyle p}.
Định lý Fermat nhỏ là cơ sở để kiểm tra tính nguyên tố theo xác suất trong kiểm tra Fermat và là một trong những kết quả nền tảng của lý thuyết số.

## Lịch sử

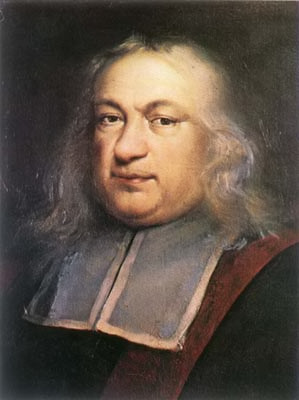
Pierre de Fermat

Pierre de Fermat là người đầu tiên phát biểu định lý trong một bức thư gửi ngày 18 tháng 10 năm 1640 cho người bạn tri kỉ Frénicle de Bessy. Ý kiến của ông tương đương với câu sau:
Nếu {\displaystyle p} là số nguyên tố và {\displaystyle a} là một số nguyên không chia hết cho {\displaystyle p} thì {\displaystyle a^{p-1}-1} sẽ chia hết cho {\displaystyle p}.

Thực tế, phát biểu gốc là
Tout nombre premier mesure infailliblement une des puissances – 1 de quelque progression que ce soit, et l'exposant de la dite puissance est sous-multiple du nombre premier donné – 1; et, après qu'on a trouvé la première puissance qui satisfait à la question, toutes celles dont les exposants sont multiples de l'exposant de la première satisfont tout de même à la question.

Như thường lệ, Fermat không chứng minh định lý này mà chỉ thông báo:
Et cette proposition est généralement vraie en toutes progressions et en tous nombres premiers; de quoi je vous envoierois la démonstration, si je n'appréhendois d'être trop long.
(And this proposition is generally true for all series [sic] and for all prime numbers; I would send you a demonstration of it, if I did not fear going on for too long.) (Tạm dịch: Mệnh đề này là đúng với mọi dãy [sic] và với mọi số nguyên tố; Nếu không phải chứng minh của nó quá dài thì tôi đã gửi nó cho bạn.)
Euler lần đầu tiên công bố một chứng minh vào năm 1736 trong bài báo tựa đề "Theorematum Quorundam ad Numeros Primos Spectantium Demonstratio" trong tờ Proceedings của Viện St. Petersburg, nhưng Leibniz đã có chứng minh với ý tưởng tương tự trong bản thảo không được công bố vào khoảng trước năm 1683.
Tên gọi "định lý nhỏ của Fermat" được dùng lần đầu vào năm 1913 trong Zahlentheorie bởi Kurt Hensel:
Für jede endliche Gruppe besteht nun ein Fundamentalsatz, welcher der kleine Fermatsche Satz genannt zu werden pflegt, weil ein ganz spezieller Teil desselben zuerst von Fermat bewiesen worden ist.
(There is a fundamental theorem holding in every finite group, usually called Fermat's little theorem because Fermat was the first to have proved a very special part of it.) (Tạm dịch: Có một định lý nền tảng trong mọi nhóm hữu hạn, thường được gọi là định lý nhỏ của Fermat vì Fermat là người đầu tiên đã chứng minh được một phần rất đặc biệt của nó.)

### Lịch sử xa hơn
Một cách độc lập các nhà toán học Trung Quốc đưa ra một giả thuyết (thường gọi là giả thiết Trung Quốc) rằng {\displaystyle p\,} là một số nguyên tố thì {\displaystyle 2^{p}\equiv 2{\pmod {p}}\,}. Đúng là nếu {\displaystyle p\,} là số nguyên tố, thì {\displaystyle 2^{p}\equiv 2{\pmod {p}}\,}. Đây là trường hợp đặc biệt của định lý nhỏ của Fermat. Tuy thế, điều ngược lại (nếu {\displaystyle \,2^{p}\equiv 2{\pmod {p}}} thì {\displaystyle p\,} là số nguyên tố) là sai. Chẳng hạn, {\displaystyle 2^{341}\equiv 2{\pmod {341}}\,}, nhưng {\displaystyle 341=11\times 31} là hợp số (gọi là số giả nguyên tố [pseudoprime]).

## Chứng minh
Nếu {\displaystyle (a,p)\neq 1} thì hiển nhiên {\displaystyle a^{p}\equiv a\equiv 0{\pmod {p}}}. 
Nếu {\displaystyle (a,p)=1}, 
liệt kê  {\displaystyle p-1} bội của {\displaystyle a}:
{\displaystyle a,2a,3a,...,(p-1)a}, các số này đều phải nguyên tố cùng nhau với p
Giả sử tồn tại : {\displaystyle na\equiv ma{\pmod {p}}}, với  {\displaystyle p-1\geq n>m\geq 1},
{\displaystyle a(n-m)\equiv 0{\pmod {p}}\Rightarrow n-m\equiv 0{\pmod {p}}}.
do cách chọn m,n thì điều này không thể xảy ra,
nên các số  {\displaystyle na(n=1,2,...,p-1)} lập thành hệ thặng dư thu gọn modulo p
Nhân từng số với nhau, ta được:
{\displaystyle a\times 2a\times 3a\times ...\times (p-1)a\equiv (p-1)!{\pmod {p}}}.
Hay
{\displaystyle a^{p-1}\times (p-1)!\equiv (p-1)!{\pmod {p}}\Longrightarrow a^{p-1}\equiv 1{\pmod {p}}\Rightarrow a^{p}\equiv a{\pmod {p}}} {\displaystyle \Box }
Fermat phát biểu định lý mà không chứng minh. Đã có nhiều chứng minh của định lý. Tuy nhiên định lý thường được chứng minh bằng cách dùng hệ quả của định lý Euler.

## Tổng quát hoá
Một dạng tổng quát của định lý này là: nếu p là số nguyên tố và m và n là các số nguyên dương thỏa mãn {\displaystyle m\equiv n{\pmod {p-1}}\,}, thì {\displaystyle \forall a\in \mathbb {Z} :\quad a^{m}\equiv a^{n}{\pmod {p}}.}.
Định lý Fermat còn được tổng quát hóa bởi Định lý Euler: với modulo n bất kỳ và số nguyên a bất kỳ là số nguyên tố cùng nhau vớí n, ta có
{\displaystyle a^{\varphi (n)}\equiv 1{\pmod {n}}}
trong đó φ(n) là ký hiệu của phi hàm Euler đếm số các số nguyên giữa 1 và n nguyên tố cùng nhau với n. Đây là tổng quát hóa của định lý nhỏ Fermat vì nếu n = p là số nguyên tố thì φ(p) = p − 1.
Tổng quát hơn nữa là Định lý Carmichael.
Một định lý khác tống quát hóa của nó nằm trong các trường hữu hạn.

## Hệ quả đảo
Luận điểm đảo của định lý nhỏ Fermat là không đúng do nó sai với các số Carmichael. Tuy vậy dạng chính xác hơn của định lý là đúng với tên gọi là định lý Lehmer. Định lý đó được phát biểu như sau:
Nếu tồn tại số nguyên a sao cho
{\displaystyle a^{p-1}\equiv 1{\pmod {p}}}
và với mọi số nguyên tố q là ước số của p − 1 để
{\displaystyle a^{(p-1)/q}\not \equiv 1{\pmod {p}}},
thì p là số nguyên tố.
Định lý này tạo nền tảng cho phép kiểm tra Lucas–Lehmer, một phép kiểm tra tính nguyên tố quan trọng.

## Số giả nguyên tố
Nếu p là hợp số và có số nguyên a sao cho {\displaystyle \,a^{p-1}-1} chia hết cho p, thì p được gọi là số giả nguyên tố cơ sở a. F. Sarrmus vào năm 1820 đã tìm thấy 341 = 11×31 là số giả nguyên tố đầu tiên,với cơ số 2.
Một số p là số giả nguyên tố cơ số a với mọi (a,p)=1 thì được gọi là số Carmichael (chẳng hạn 561).